# 한번 더, OK?
한번 더, OK?은 대한민국 가수 천상지희 더 그레이스의 첫 번째 정규 앨범이다. 2007년에 발매되었다. 타이틀곡은 《한번 더, OK? - One More Time, OK?》, 후속곡은 《女友 (그녀들의 수다) - Girl Talk》, 《Dancer In The Rain》이다.

## 특징
- 타이틀곡 <한번 더, OK? - One More Time, OK?>와 11번 트랙<Tonight Is On Me>는 부적절한 가사로 판정, 19세 미만 청취 금지가 되었다. 그리고 <한번 더, OK? - One More Time, OK?>는 2007년 11월에 발매되는 천상지희 더 그레이스의 일본 정규 1집 Graceful 4에 일본어 버전으로 수록되었다.
- 7번 트랙 <4월의 첫날 - April Fools' Day> 은 SBS 드라마 연인이여 O.S.T. 삽입곡으로 쓰였다.
- 10번 트랙 <하루만 - Just For One Day (feat.SUPER JUNIOR 규현)>은 2007년에 방송된 MBC 주말드라마 에어시티 O.S.T. 삽입곡으로 쓰였다. 그리고 2007년 여름에 일본에서 발매되는 5번째 싱글 Piranha에 일본어 버전으로 수록되었으며 피처링은 동방신기의 영웅재중이 참여했다.
- 12번 트랙 <Dancing Queen>은 ABBA의 "Dancing Queen"을 Acapella Version으로 리메이크했다.

## 수록곡
1. 한번 더, OK? - One More Time, OK?
2. 女友 (그녀들의 수다) - Girl Talk
3. 女友 Interlude
4. Sweet Emotion
5. 그 사람...욕하지 마요 - Heartbreak
6. Renew (사랑할 땐, 좋아할 땐)
7. 4월의 첫날 - April Fools' Day
8. Dancer In The Rain
9. 아니기를 - Not To Be
10. 하루만 - Just For One Day (feat.SUPER JUNIOR 규현)
11. Tonight Is On Me
12. Dancing Queen

-Bonus Track-
1. 열정 (My Everything)
2. Boomerang
3. The Club (feat.비)